# Assassinio sull'Orient Express (film 2017)
Assassinio sull'Orient Express (Murder on the Orient Express) è un film del 2017 diretto e interpretato da Kenneth Branagh.
Basato sull'omonimo romanzo del 1934 di Agatha Christie, il film è la seconda trasposizione cinematografica del libro dopo quella omonima del 1974 diretta da Sidney Lumet. È scritto da Michael Green e prodotto da Branagh, Ridley Scott (con la sua Scott Free Productions), Mark Gordon e Simon Kinberg: il film è stato girato in pellicola Ultra Panavision 70 mm, utilizzata in altri film importanti come The Hateful Eight. La colonna sonora è curata da Patrick Doyle.
Il protagonista Hercule Poirot è interpretato dallo stesso Kenneth Branagh, affiancato da un cast corale che comprende Penélope Cruz, Willem Dafoe, Judi Dench, Johnny Depp, Olivia Colman, Josh Gad, Derek Jacobi, Leslie Odom Jr., Michelle Pfeiffer e Daisy Ridley.
Assassinio sull'Orient Express è stato distribuito nelle sale cinematografiche statunitensi il 10 novembre 2017 dalla 20th Century Fox, mentre in quelle italiane ha esordito il 30 novembre 2017 distribuito da 20th Century Fox Italia.

## Trama
Gerusalemme, 1934. Il detective belga Hercule Poirot risolve un caso di furto alla Basilica del Santo Sepolcro. L'investigatore è ossessionato dall'equilibrio e dall'ordine: in grado di vedere il mondo per come dovrebbe essere e non per come è, considera questa sua capacità molto utile nel risolvere i casi, specie quando si tratta di smascherare una bugia. A seguito del caso a Gerusalemme, Poirot desidera riposare a Istanbul, ma viene inaspettatamente richiamato a Londra per un altro caso. Il suo amico Bouc, direttore dell'Orient Express, gli offre una cabina di prima classe sul suo treno. Gli altri passeggeri includono: la vedova americana Caroline Hubbard; il sinistro affarista americano Edward Ratchett, il suo maggiordomo britannico Edward Masterman e il suo segretario e traduttore Hector MacQueen; l'anziana principessa russa Natalia Dragomiroff e la sua domestica tedesca Hildegarde Schmidt; il conte ungherese Rudolph Andrenyi e sua moglie Elena; il medico John Arbuthnot; l'istitutrice Mary Debenham; la missionaria spagnola Pilar Estravados; il venditore d'auto cubano Biniamino Marquez; e il professore universitario austriaco Gerhard Hardman.
Avendo ricevuto delle anonime lettere minatorie, Ratchett tenta di assumere Poirot come guardia del corpo durante i tre giorni di viaggio che deve compiere. Dal momento che Poirot sa che gli affari dell'uomo sono illegali (traffici di opere d'arte, per lo più false) e che Ratchett si è fatto molti nemici, il detective rifiuta l'offerta non solo perché non lo considera un innocente, ma soprattutto perché non vuole essere coinvolto da un individuo come lui. Quella stessa notte Poirot sente strani rumori provenienti dallo scompartimento di Ratchett e vede qualcuno con un kimono rosso correre lungo il corridoio. Durante la medesima notte, una valanga costringe il treno a fermarsi in attesa di soccorso dalla stazione più vicina.
Il mattino seguente Poirot scopre che Ratchett è stato assassinato durante la notte con 12 pugnalate, in cui però non riesce a intravedere alcuno schema. Dopo l'arrivo dei soccorsi, che cominciano a liberare il treno dalla neve, Poirot e Bouc indagano sui passeggeri. Le prove ritrovate indicano che Ratchett è stato assassinato da una sola persona, e la signora Hubbard afferma che durante la notte un uomo sia entrato nel suo scompartimento. Poirot scopre una nota parzialmente distrutta che collega Ratchett al rapimento della piccola Daisy Armstrong, figlia del colonnello John Armstrong, rapita dalla sua camera e tenuta in ostaggio per un riscatto. Dopo il pagamento, però, Daisy era stata ritrovata morta. Ratchett viene identificato come John Cassetti, rapitore e assassino di Daisy. La morte della piccola aveva causato un terribile shock alla madre, Sonia Armstrong, che, incinta del secondo figlio, aveva subito un aborto spontaneo a cui né lei né il bambino che aspettava erano sopravvissuti. Il padre di Daisy, il colonnello Armstrong, a seguito delle terribili sciagure capitate alla sua famiglia e incapace di sopportare il dolore, si era tolto la vita. La cameriera di casa Armstrong, Susanne, era stata arrestata e dichiarata colpevole perché era l'unica con un alibi molto debole. La donna, in realtà innocente, si era poi impiccata mentre era sotto la custodia della polizia.
Altre prove vengono trovate, compreso un fazzoletto macchiato di sangue e il bottone dell'uniforme di un conduttore trovato nello scompartimento della signora Hubbard. L'uniforme viene in seguito trovata, così come il kimono che viene curiosamente rinvenuto all’interno della valigia di Poirot. La signora Hubbard viene pugnalata alla schiena; sopravvive ma non riesce a identificare il colpevole. Nel corso degli interrogatori, Poirot scopre che molti passeggeri sono più o meno direttamente collegati alla famiglia Armstrong. Mentre interroga Debenham, il dottor Arbuthnot spara a Poirot colpendolo a una spalla e sostenendo di essere lui l'assassino cerca di uccidere il detective, ma viene fermato da Bouc. Poirot si rende conto che Arbuthnot, ex cecchino dell'esercito, lo ha colpito intenzionalmente di striscio, non avendo mai avuto intenzione di ucciderlo.
Poirot si confronta coi 12 sospettati fuori dal treno, offrendo loro due teorie su come è morto Cassetti. La prima teoria è semplice ma non risponde a tutti gli interrogativi: un assassino travestito da conduttore è salito sul treno, ha compiuto l'omicidio ed è fuggito. La seconda è più complessa: ogni sospettato è collegato in qualche modo al caso Armstrong, e aveva quindi un movente per uccidere Cassetti:
- Il padre di MacQueen era il procuratore distrettuale che si occupò del caso, e che venne pressato per processare e condannare Susanne, per poi vedere la sua carriera crollare quando la verità venne a galla a seguito del suicidio della donna;
- Masterman, malato terminale, era l'attendente del colonnello Armstrong durante la Grande Guerra, e in seguito divenne suo maggiordomo;
- Il dottor Arbuthnot era commilitone e grande amico del colonnello Armstrong, e in seguito al suo suicidio ha trovato conforto in una relazione con Debenham;
- La contessa Andrenyi, il cui vero nome è Helena Goldenberg, era la sorella minore di Sonia Armstrong e zia della piccola Daisy;
- La principessa Dragomiroff era la madrina di Daisy e amica di sua nonna;
- La signorina Debenham era la segretaria di Sonia e l'istitutrice di Daisy;
- Schmidt era la cuoca della famiglia Armstrong;
- Marquez era l'autista della famiglia Armstrong che ha ricevuto da questi un generoso prestito che gli ha permesso di costruire il suo impero automobilistico;
- Estravados era la bambinaia di Daisy, e la sua insonnia e il suo fervore religioso sono dovuti al rimorso del non essere riuscita ad impedire a Cassetti di rapire Daisy;
- Hardman, il cui vero nome è Cyrus, era un poliziotto che indagava sul caso e si era innamorato di Susanne;
- Pierre Michel, il conduttore del treno, era il fratello di Susanne;
- Hubbard è l'ex attrice di teatro e aspirante regista Linda Arden, madre di Sonia e nonna di Daisy.

Poirot capisce che i sospettati hanno agito insieme, e la signora Hubbard conferma, ammettendo di essere la mente dietro il delitto e di aver reclutato tutti i dodici passeggeri sullo stesso treno per compiere l'omicidio: dopo aver drogato Cassetti, i colpevoli hanno fatto a turno per pugnalarlo, Debenham ha indossato il kimono, e persino la pugnalata che la signora Hubbard ha subito era stata orchestrata dalla stessa con la collaborazione di Arbuthnot - il quale sapeva come affondare il pugnale senza mettere in pericolo la vita della signora - al fine di convincere Poirot circa la teoria dell'assassino solitario.
A questo punto la signora Hubbard chiede che le altre persone vengano lasciate andare e che la colpa ricada solo su di lei. Del resto la sua vita era finita con l'assassinio della nipote e la morte della figlia, e gli altri passeggeri sono in realtà tutte brave persone la cui vita è stata spezzata dalla tragedia, ma che ora hanno diritto ad una seconda possibilità. Poirot poggia sul tavolo una pistola e sfida i passeggeri a sparargli, poiché è l'unico che può denunciarli alle autorità: Bouc infatti può mentire ma Poirot, ossessionato dalla verità e dall'equilibrio, non potrebbe. La signora Hubbard afferra la pistola e la punta contro Poirot, ma all'ultimo la volge contro sé stessa, pronta a uccidersi, e preme il grilletto: la pistola è in realtà scarica, Poirot voleva vedere come avrebbero reagito i sospettati.
In un un'ultima conversazione con Estravados, Poirot esprime la sua incredulità per come dodici persone così chiaramente oneste e rispettabili, si siano macchiate di un tale crimine, a cui la donna replica, con dolore, che dopo aver vissuto un lutto così terribile, nemmeno veder Cassetti processato e giustiziato sarebbe stato abbastanza. Poirot è combattuto su ciò che sia giusto fare: svelare alla polizia jugoslava cosa ha scoperto oppure presentare la teoria del killer solitario. Pur consapevole che ciò significherà per lui vivere col peso di uno squilibrio nel cuore, il detective decide per la seconda soluzione e, scendendo dal treno, con un appassionato discorso, ammette di aver compreso che nessuno dei passeggeri è davvero un assassino, ma solo "persone che meritano un'occasione per guarire", e augura loro di ritrovare la pace. Mentre sbarca in Jugoslavia per informare la polizia dei dettagli dell'assassinio sull'Orient Express, un messaggero dell'esercito britannico lo ferma e gli chiede di indagare su un assassinio sul Nilo.

## Produzione

### Sviluppo
Mark Gordon e Simon Kinberg, produttori della 20th Century Fox, concepirono nel 2008 l'idea di realizzare un nuovo adattamento cinematografico del celebre romanzo giallo di Agatha Christie Assassinio sull'Orient Express del 1934; tuttavia dovettero impiegare ben 5 anni prima di ottenere i diritti del romanzo, appartenuti fino ad allora alla Metro-Goldwyn-Mayer. Poterono così dare il via alla pre-produzione del film.
Il 13 dicembre 2013 la rivista Variety annunciò che la 20th Century Fox aveva deciso di produrre un adattamento del romanzo di Agatha Christie, con l'intenzione di farne un remake del film del 1974 diretto da Sidney Lumet. I produttori del film sarebbero stati Ridley Scott per la Scott Free Productions, Simon Kinberg per la Kinberg Genre, e Mark Gordon per The Mark Gordon Company. Si tratta del quarto adattamento del romanzo di Agatha Christie: oltre al film di Sidney Lumet, nel 2001 venne realizzato un film per la TV per la regia di Carl Schenkel, mentre un terzo adattamento fu il quarto episodio della dodicesima stagione della serie TV Poirot interpretata da David Suchet. James Prichard, pronipote della Christie e presidente della Agatha Christie Ltd, si è detto entusiasta della scelta di Branagh affermando: «Ho visto i film di Kenneth da quando ero ragazzo e il suo Enrico V ha fatto parte del mio percorso universitario, quindi sapere che un regista così talentuoso e uno fra i migliori attori della sua generazione voleva interpretare Poirot mi ha riempito di gioia».
Nel marzo 2015 venne annunciato che Michael Green avrebbe scritto la sceneggiatura, con Steve Asbell supervisore per conto della 20th Century Fox. Il 16 giugno 2015 Kenneth Branagh entrò in trattative per dirigere il film, e il 21 novembre successivo venne confermato che Branagh avrebbe anche interpretato il protagonista Hercule Poirot. Branagh, prima di accettare, spinse perché la pellicola venisse girata in Ultra Panavision 70 mm poiché, a sua detta, permetteva di « [...] trasportare davvero il pubblico, e farlo viaggiare come su un treno». In quel periodo l'attore si divise tra il film e la pièce teatrale di Amleto anch'essa da lui diretta.
Su come avesse in mente di realizzare il film, Branagh ha detto: «Fondamentalmente ho letto i libri e ho messo in evidenza tutto ciò che pensavo potesse rendere il mio film un prodotto diverso. Avrei una lista di cose sulle quali tornerei per avere una sorta di identikit di chi sia lui, realizzando in ultima analisi, qualcosa che hai pensato potrebbe essere spontaneo e reale. Ma Agatha Christie dà molti dettagli». In un'intervista a Vanity Fair Branagh ha confrontato Poirot con alcuni personaggi shakespeariani dicendo:«Quando giravo il film stavo preparando un Amleto teatrale con Tom Hiddleston e questi due progetti si sono piacevolmente sovrapposti. L'unica cosa che sappiamo davvero della vita è che moriremo e le persone che amiamo moriranno anche loro, a volte prima di noi. La perdita è un sentimento con cui abbiamo a che fare sempre. Shakespeare perse un figlio quando era molto giovane: l'effetto che la perdita di un bambino ha sulla psiche umana può essere molto violento e primordiale». A proposito invece del capolavoro di Sidney Lumet del 1974, il regista ha detto:«Quello di Lumet è un capolavoro, una commedia scoppiettante. Il mio invece è un film sulla perdita e sul dolore, sentimenti che in questo momento storico forse la gente è più disposta ad affrontare».
Infine riguardo alla smania di remake delle grandi major di Hollywood, Branagh ha detto: «È vero, sembra esserci un po' di stanchezza. Ma gli spettatori sono conservatori: dai loro qualcosa di nuovo e lo rifiutano. Dai loro qualcosa che richiede più di due secondi di spiegazione, e l'attenzione è già svanita. Forse è per questo che gli Studios vanno incontro a titoli già conosciuti.»
La fase di casting del film è cominciata nel dicembre 2015.

### Cast
- Hercule Poirot, interpretato da Kenneth Branagh: un rinomato detective belga.[10][15] Parlando del personaggio Branagh ha detto: «Scoprire chi è stato non gli basta. Deve capire perché l'ha fatto. E una volta compresa la motivazione, la domanda successiva è: Si può chiamare giustizia questa? La vendetta è giustizia? La vendetta è chiusura del cerchio? Per un uomo come Poirot, che all'inizio pensa che esista solo il bene contrapposto al male, sarà difficile cambiare idea?[...] Poirot ha un'idea diversa di giustizia ma è costretto a rivedere la sua posizione. Credo che questo dilemma sia l'aspetto che rende il film contemporaneo.»[13]Kenneth Branagh regista del film, e interprete del personaggio di Hercule Poirot

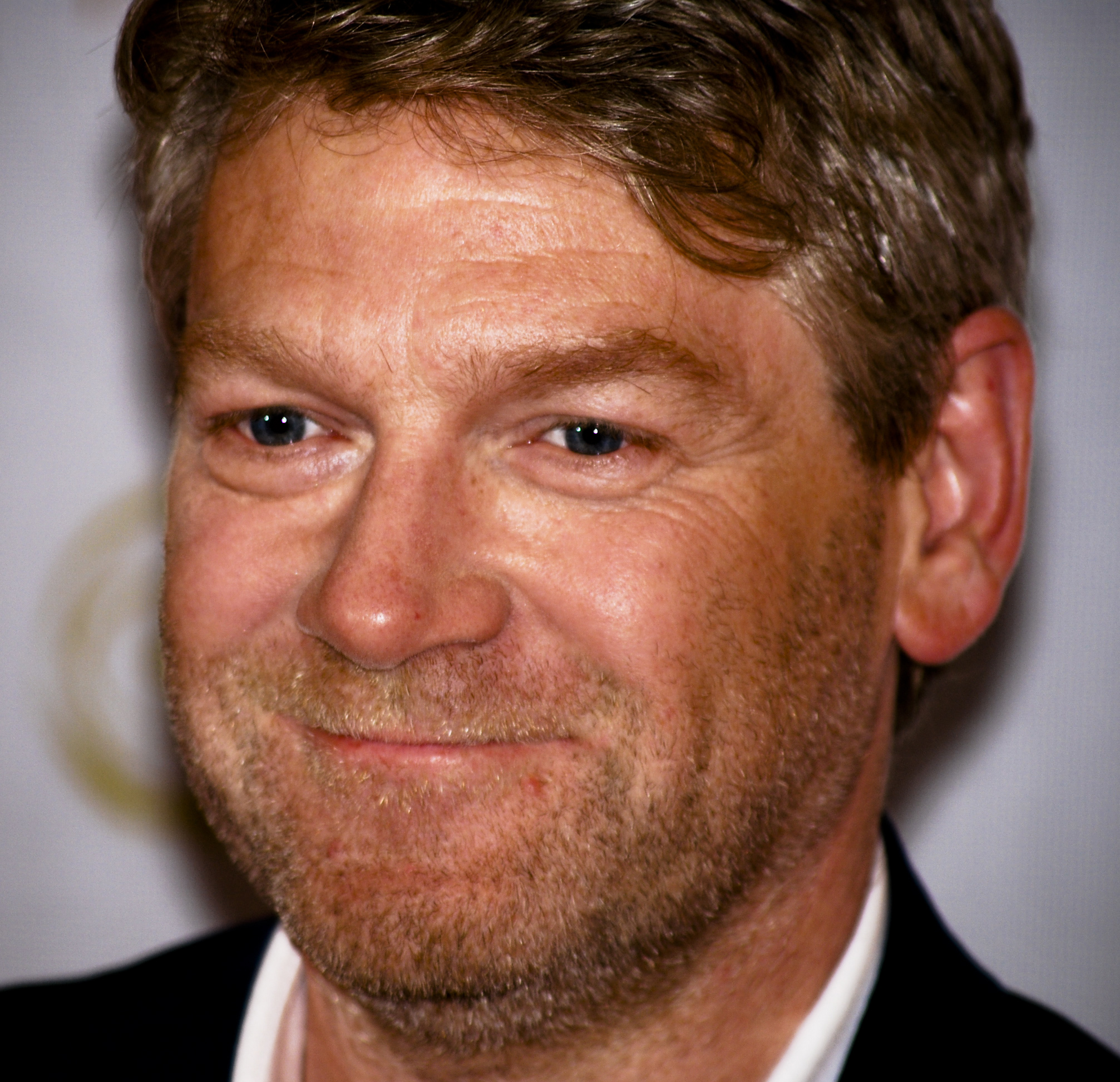
Kenneth Branagh regista del film, e interprete del personaggio di Hercule Poirot

- Pilar Estravados, interpretata da Penélope Cruz: missionaria e infermiera spagnola. Un tempo bambinaia della piccola Daisy[15][16] Nel romanzo originale il personaggio è svedese e si chiama Greta Ohlsson; il nome "Pilar Estravados" è stato invece tratto da un altro romanzo di Agatha Christie, Il Natale di Poirot.

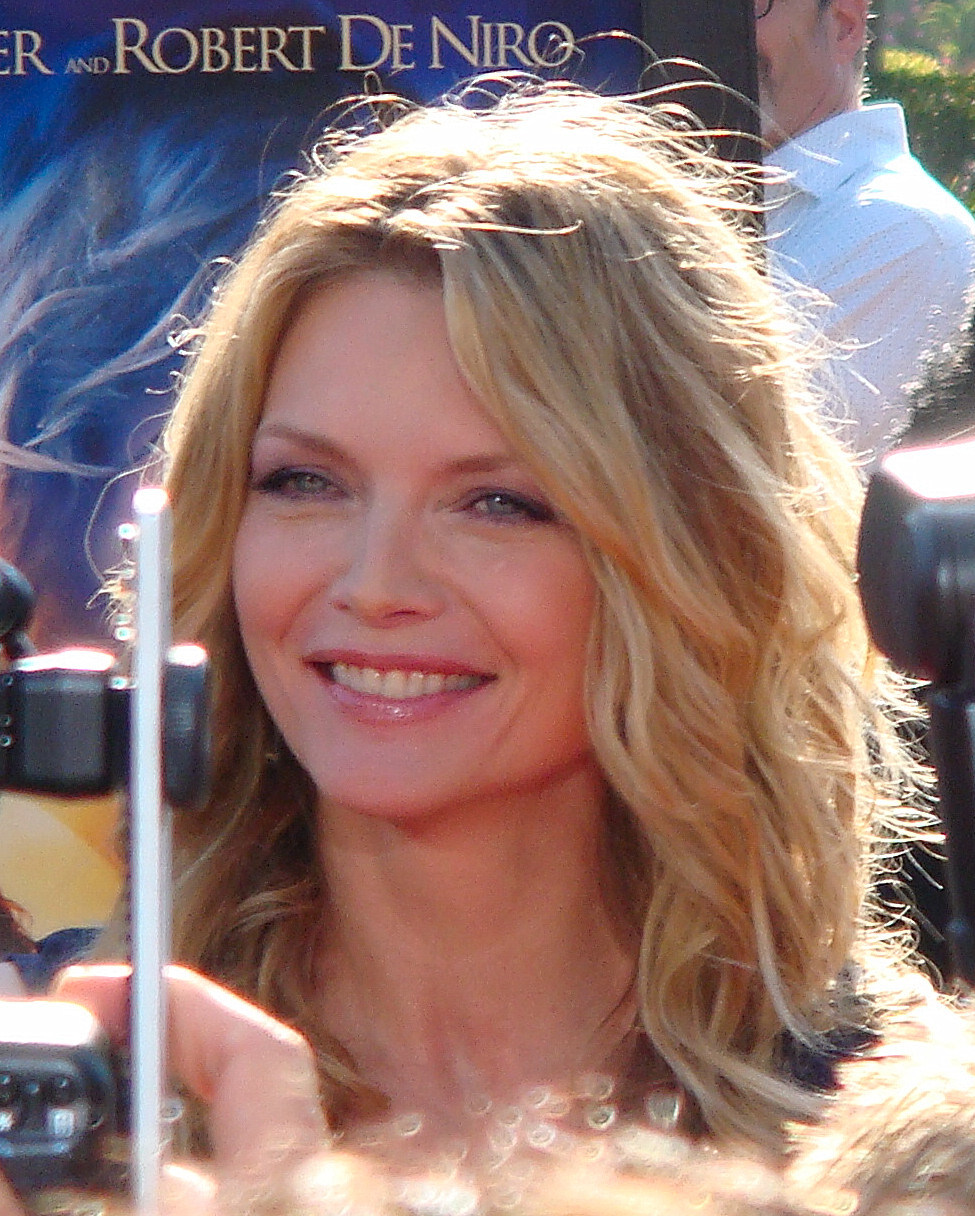
Michelle Pfeiffer interpreta Caroline Hubbard

- Gerhard Hardman, interpretato da Willem Dafoe: un austero e riservato professore austriaco. Sì rivelerà poi un detective privato dell'agenzia Pinkerton ed ex poliziotto innamorato della domestica Susanne e, una volta suicidata la donna, lascia la polizia indignato per l'ingiusta sentenza e per indagare su Ratchett/Cassetti.[15][17] A detta di Linda Arden fu lui a rintracciare Cassetti.

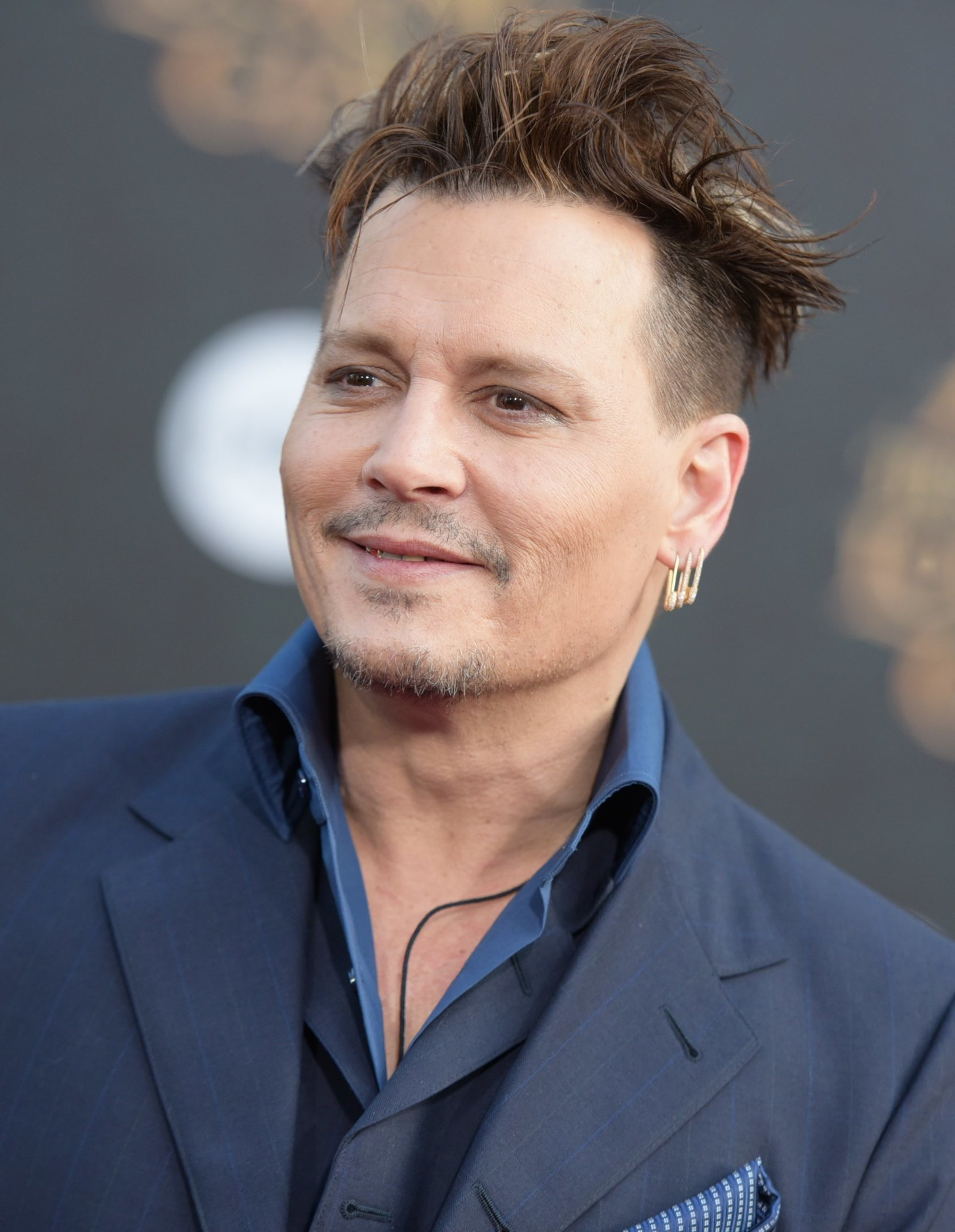
Johnny Depp interpreta Samuel Rachett, alias John Cassetti.

- Natalia Dragomiroff, interpretata da Judi Dench: una principessa russa. Un tempo grande amica della rinomata attrice Linda Arden e madrina di battesimo di Daisy; il fazzoletto ritrovato da Poirot dopo il delitto è in realtà il suo, infatti nell'alfabeto cirillico la H corrisponde alla N.[15][18]
- Samuel Ratchett/John Cassetti, interpretato da Johnny Depp: un americano che teme per la sua vita. Dopo il suo omicidio si viene a sapere che lui era il gangster italo-americano John Cassetti ed è stato lui che, con il rapimento e assassinio della piccola Daisy, aveva dato inizio alle sciagure della famiglia Armstrong e di tutti quelli che le stavano attorno. Verrà ucciso da 12 pugnalate inferte da ognuno dei presenti sul treno (tranne, ovviamente, Poirot, Bouc e la contessa Helena). Parlando invece di Ratchett, lui era un venditore di opere false che si era fatto molti nemici tra i mafiosi; chiederà aiuto a Poirot per difenderlo e guardargli le spalle. Poirot rifiuta.[15][19] Depp venne avvicinato al cast del film nel settembre 2016, insieme con il nome di Michelle Pfeiffer, ma l'ufficialità arrivò solo il 1º ottobre insieme con il nome dell'attrice Daisy Ridley.
- Hector McQueen, interpretato da Josh Gad: assistente personale di Ratchett. Sarà negli interrogatori quello che darà più filo da torcere a Poirot: il detective lo scoprirà intento a bruciare delle carte contenenti le prove che in realtà, seppur in minima parte, McQueen derubava Rachett. Al tempo degli Armstrong egli era il figlio del procuratore che si occupò del processo contro Cassetti ma, in assenza di prove, accusò Susanne che era quella con l'alibi più debole. Una volta però morta Susanne cominciarono a venire fuori prove effettive su Cassetti e il padre di McQueen rimarrà screditato e umiliato.[15][20]
- Edward Henry Masterman, interpretato da Derek Jacobi: il fidato maggiordomo di Ratchett e colui che si occupa più del benessere fisico del padrone (McQueen invece di quello logistico). Durante il film si scoprirà che ha un tumore inoperabile alla tiroide che fa passare per mal di denti. In passato era stato attendente di John Armstrong e, in seguito, il maggiordomo di casa Armstrong.[15]
- Dr. Arbuthnot, interpretato da Leslie Odom Jr.: un gentiluomo di colore, affascinante e carismatico, di professione medico e compagno dell'istitutrice Mary Debenham. Era un cecchino e il miglior amico del colonnello Armstrong che gli finanziò gli studi in medicina notando in lui cultura e mano ferma; sul treno dà l'alibi alla signorina Debenham e a McQueen.[15][21]
- Caroline Hubbard, interpretata da Michelle Pfeiffer: una vedova americana schietta e impertinente. Sostiene che, la notte dell'omicidio, un uomo si fosse introdotto nel suo scompartimento che era comunicazione con quello di Ratchett; verrà in seguito colpita alle spalle da un uomo senza saperlo però identificare. Nel finale mostra la sua vera identità: altri non è che Linda Arden, rinomata attrice ebrea, madre di Sonia Armstrong e di Helena e nonna di Daisy; prima dell'assassinio di lei aveva deciso di lasciare il teatro per darsi alla regia ma con la morte di Daisy tutto cambiò. È lei la mente del delitto: aveva richiamato tutti e aveva dato a tutti dei ruoli da svolgere. Alla fine, una volta smascherata, tenterà di suicidarsi non riuscendoci.[15][18] Per il ruolo era stata inizialmente scelta Angelina Jolie, tuttavia l'attrice venne scartata dal caporedattore Fox Steve Asbell a causa dei numerosi cambiamenti che la Jolie intendeva apportare al ruolo.[22] Inizialmente per rimpiazzarla venne indicata Charlize Theron, ma alla fine fu scelta la Pfeiffer.[22] A proposito del film, Michelle Pfeiffer ha detto: «È un film magnifico e girarlo è stata un'esperienza meravigliosa. Non conoscevo bene il mondo di Agatha Christie, anche perché non sono una grande amante dei romanzi gialli. Ma ho amato la sceneggiatura e pensavo che il personaggio rappresentasse una sfida unica».[23]
- Mary Debenham, interpretata da Daisy Ridley: una giovane ragazza che lavora come istitutrice a Baghdad. Ai tempi degli Armstrong era istitutrice della giovane Helena. Il suo metodo d'insegnamento parte dalla geografia. È l'unica a non parlare agli interrogatori di Poirot; durante la storia intreccia una relazione romantica con il medico Arbuthnot.[15][18]
- Helena Andrenyi, interpretata da Lucy Boynton: moglie del conte Andrenyi, è una donna elegante e riservata, lei è la sola a calmare il conte nei suoi numerosi scatti d'ira. Era la sorella di Sonia Armstrong e, dopo la morte di Daisy, rimarrà traumatizzata tanto è vero che per dormire usa numerose scorte di barbitol, sonnifero molto potente. Non prenderà parte all'esecuzione poiché drogata dal marito che prenderà le sue veci.[15][19]
- Rudolph Andrenyi, interpretato da Sergei Polunin: un conte, molto protettivo nei confronti della moglie che ama alla follia, soggetto a scatti d'ira molto frequenti e spesso pericolosi. Notando che Poirot, durante un interrogatorio, aveva scoperto la vera identità di Helena, lo caccia via scaraventandolo fuori dalla stanza.[15][24]
- Pierre Michel, interpretato da Marwan Kenzari: capotreno dell'Orient Express, diretto sottoposto di Bouc. Fratello della domestica Susanne, è lui che sul treno dà tutte le direttive ai passeggeri.[15][25]
- Biniamino Marquez, interpretato da Manuel Garcia-Rulfo: un venditore di automobili molto sicuro di sé. Si scoprirà essere in realtà l'autista degli Armstrong e che il colonnello lo aveva finanziato per aprire la sua attività commerciale.[15][26] Il corrispondente personaggio nel romanzo originario si chiama Foscarelli ed è italiano.
- Bouc, interpretato da Tom Bateman: dirigente della compagnia ferroviaria dell'Orient Express, diventerà l'assistente di Poirot.[27]
- Hildegard Schmidt, interpretata da Olivia Colman: la fedele cameriera personale della principessa Dragomiroff, già cuoca di casa Armstrong.[15][28]

Il 12 giugno 2016 venne riportato che Angelina Jolie era in trattative per partecipare al film in un ruolo non specificato; l'attrice tuttavia rifiutò il ruolo, e il 5 agosto 2016 Variety riportò che la Fox stava considerando altre attrici per la parte, tra cui Charlize Theron. Nello stesso mese Leslie Odom Jr. entrò nel cast nel ruolo del dottor Arbuthnot. Nel settembre 2016 Tom Bateman venne scelto come interprete di Bouc, assistente di Poirot. Nello stesso mese si aggiunsero al cast Michelle Pfeiffer, Daisy Ridley, Johnny Depp, Judi Dench, Lucy Boynton, Derek Jacobi e Michael Peña. A ottobre si aggiunsero al cast Josh Gad e Marwan Kenzari. A novembre si aggiunse al cast Penélope Cruz nel ruolo di Pilar Estravados, una versione ispanica di Greta Ohlsson, con il nome preso dal romanzo Il Natale di Poirot; a dicembre entrò nel cast il ballerino Sergei Polunin. Nel gennaio 2017 si aggiunsero al cast Willem Dafoe, Olivia Colman e Manuel Garcia-Rulfo.

### Riprese

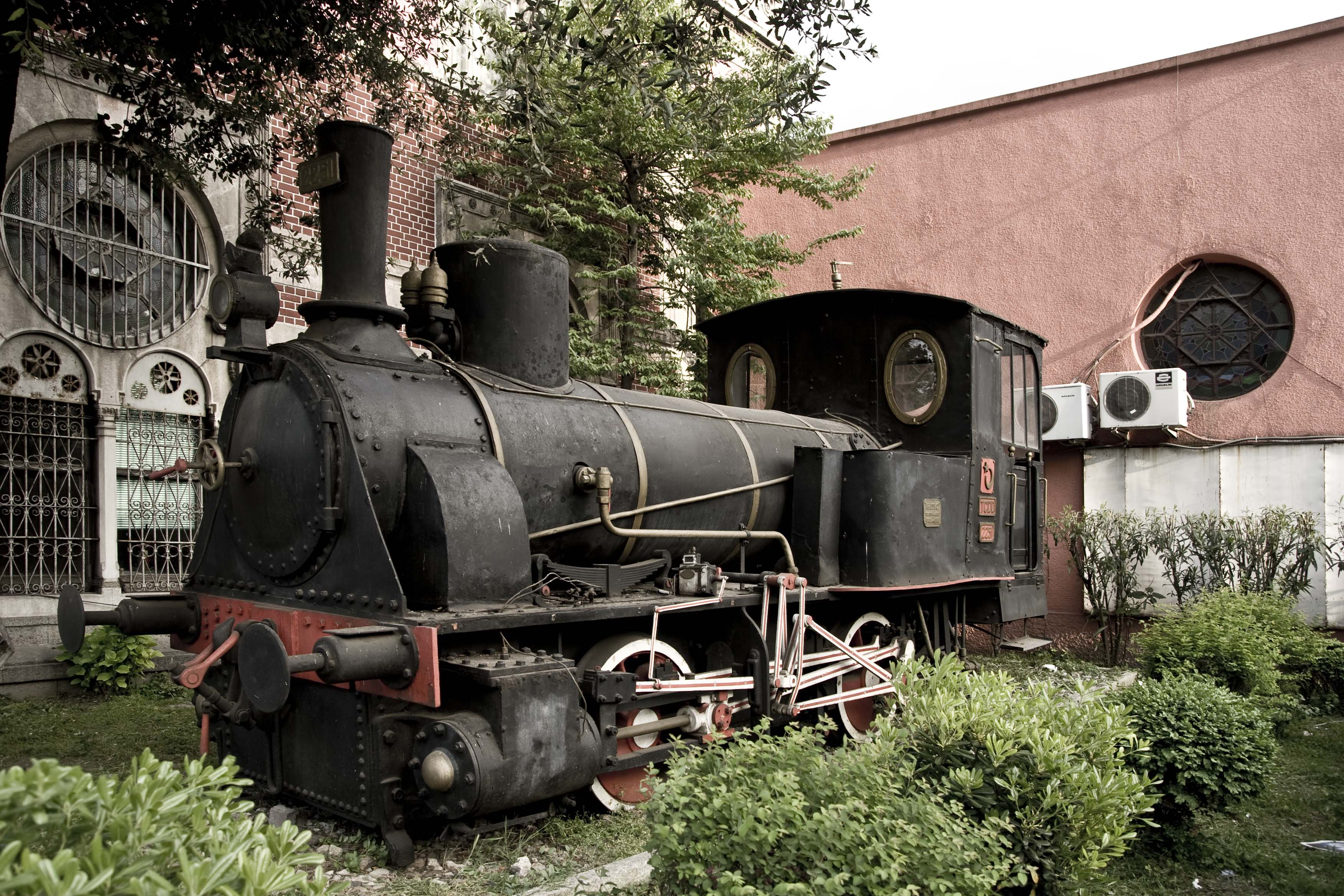
Il celebre Orient Express che dà il titolo al film

Le riprese del film sono cominciate il 22 novembre 2016 a Londra nel Regno Unito: in particolare nei Longcross Studios di Londra, è stato girato gran parte del film, partendo tuttavia dal viaggio in treno e non seguendo l'ordine cronologico della storia. L'area degli studios, un ex sito di collaudo di carri armati del Ministero della difesa, è dotata di diversi teatri di posa, un circuito di prova e un vasto backlot, che ha permesso allo scenografo Jim Clay di costruire i set. Clay ha inoltre dovuto costruire la stazione di Istanbul e il bazar di Istanbul a 360°, oltre a due repliche funzionanti dell'Orient Express e una replica della locomotiva da 30 tonnellate in scala 1:1, oltre all'enorme set del viadotto. Clay ha inoltre costruito una montagna alta 10 metri, con estensioni digitali che la fanno apparire molto più alta. Un set di questa dimensione ha richiesto il coinvolgimento di ingegneri strutturisti nella progettazione, per garantirne la sicurezza, dato che vi era il forte rischio che un treno vi avesse transitato e vi fosse fermato.
Il film è stato girato in formato 70 millimetri. Kenneth Branagh ha spiegato tale scelta dicendo: «Questo formato assicura un livello di definizione nel colore e nella gamma dei toni e dei contrasti che, per chi ama il cinema, è l'esperienza che maggiormente si avvicina alla visione dell'occhio umano». Il produttore esecutivo Matt Jerkins ha sottolineato le difficoltà di tale scelta, affermando: «Nel Regno Unito non esistevano laboratori in grado di sviluppare questa pellicola. Alla fine ho deciso di aprire a Londra, attraverso la Kodak, il primo di questi laboratori da trent'anni a questa parte». Tale formato è stato utilizzato anche in altre grandi produzioni, nel 2016 da Quentin Tarantino per il suo The Hateful Eight e l'anno dopo da Christopher Nolan per Dunkirk, che vedeva lo stesso Branagh nel cast.
Il 27 gennaio 2017 venne rivelato che le riprese del film sarebbero state effettuate anche in Italia, precisamente in Valle d'Aosta: l'ANSA riportò che il set del film sarebbe stato allestito presso il colle del Gran San Bernardo, al confine tra Italia e Svizzera, verso maggio. Viene inoltre specificato che a comunicare la decisione per la location è stata la società River Road Entertainment. Sempre lo scenografo Clay ha rivelato che: «Proprio all'inizio della produzione abbiamo fatto un viaggio sul vero Orient Express, tanto per capire quanto sarebbe stato fattibile effettuare le riprese su un treno reale. Ovviamente è apparso subito chiaro che le difficoltà erano enormi». Tim Parkin è stato il consulente ferroviario del film e ha assicurato che la replica del treno prodotta dal reparto costruzioni fosse la più accurata possibile.
Nel marzo 2017 la produzione si spostò a Malta: qui venne girata la scena iniziale del film, ambientata a Gerusalemme. Il direttore della fotografia Haris Zambarloukos e il suo team sono andati in Nuova Zelanda circa un anno prima dell'inizio della produzione e hanno girato molte ore di sequenze da un treno che viaggia attraverso le aree montuose del paese, riprese che sono state poi utilizzate nel film. Nel maggio 2017, come previamente anticipato, si tennero delle riprese al colle del Gran San Bernardo, al confine tra Italia e Svizzera.
Le riprese sono terminate a maggio 2017.

### Costumi ed effetti speciali

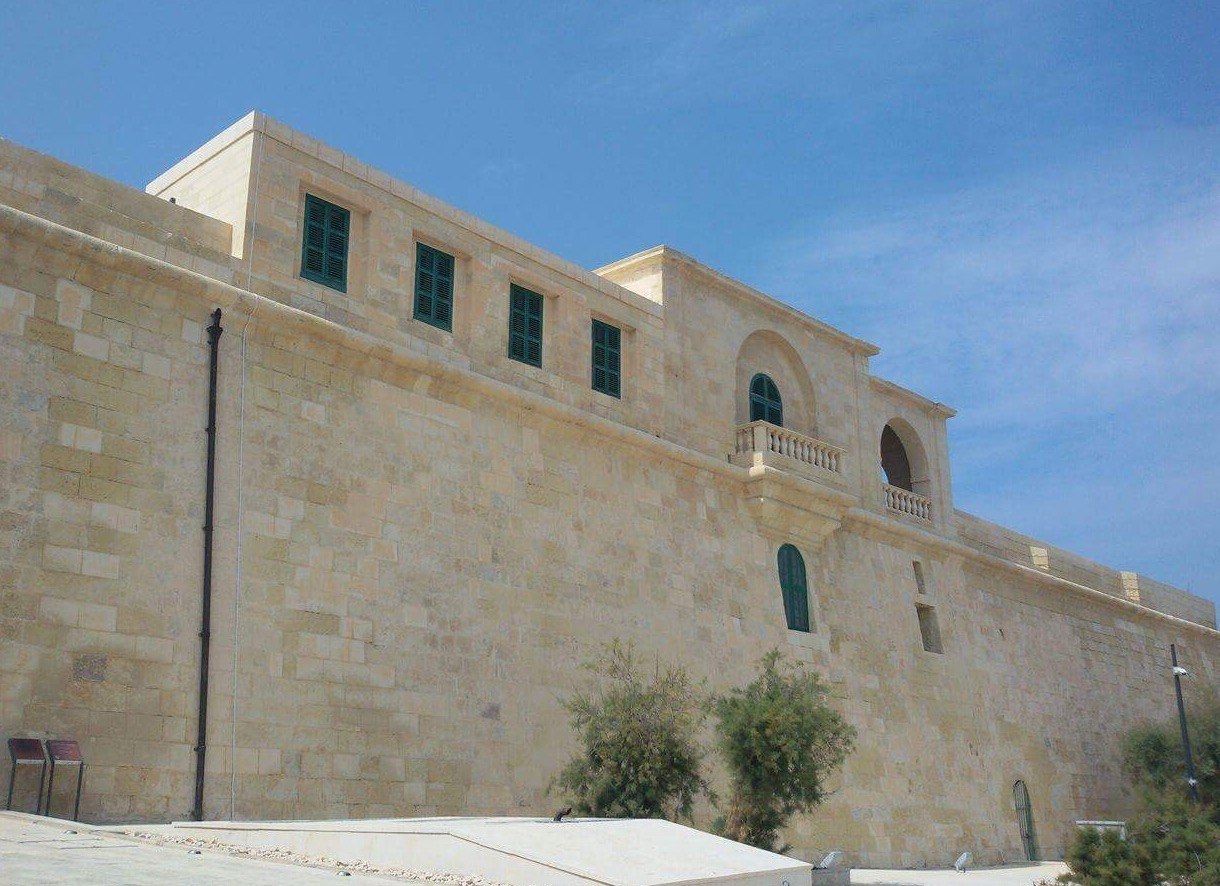
Il Forte Sant'Elmo a Malta, dove è stata girata la scena iniziale del film ambientata a Gerusalemme

La costumista Alex Byrne a proposito dell'accuratezza degli abiti ha detto: «Ancora si riescono a trovare scampoli di tessuti originali degli anni '30 del '900: quando li maneggi sono lisi e si sgretolano, ma ti danno l'idea del peso del tessuto e del colore da cercare. Abbiamo anche comprato molti campionari di vecchi tessuti: essendo rimasti chiusi, le stoffe non si sono scolorite o sciupate e questo è stato un importante riferimento per ciò che intendevamo realizzare».
Le misure per gli abiti di Hercule Poirot vennero prese circa nove mesi prima dell'inizio delle riprese. Il compito che ha richiesto maggior dispendio di tempo è stato definire l'esatto spessore e l'angolazione del nodo della cravatta, da replicare alla perfezione ogni volta che veniva indossata. Per completare il tutto, ci sono voluti tre mesi di sperimentazioni con tessuti e amido, oltre a molta pazienza. Sono state prese le misure anche per far realizzare a mano le scarpe, da utilizzare nell'arco di tre mesi.
Importante per Branagh è stata la scelta degli storici baffi di Poirot: l'attore e regista ha raccolto tutte le descrizioni dei baffi dell'investigatore scritte da Agatha Christie, grazie anche all'aiuto degli eredi della scrittrice. Dopo di ciò, sono incominciati i nove mesi dedicati alla ricerca e allo sviluppo di tali baffi, tratto caratteristico fondamentale dell'aspetto di Poirot. Branagh a tal proposito ha aggiunto: «Ci sono voluti svariati mesi per ideare i baffi. Il tutto è stato curato da Carol Hemming, responsabile di trucco e acconciature». Tuttavia, a seguito dell'uscita del trailer, molti fan hanno espresso dubbi sulla scelta dei baffi (bianchi e spessi, invece di quelli neri e sottili delle altre rappresentazioni). A tali perplessità Branagh ha risposto: Sono così per indicazione di Agatha Christie stessa. Lei disse: «Poirot deve avere i baffi più maestosi di tutta l'Inghilterra».
Il supervisore per gli effetti speciali, Dave Watkins, ha ricreato in laboratorio varie tipologie di neve: polvere di neve, nevischio, ghiaccioli. Inoltre Watkins e il suo team hanno costruito la motrice dell'Orient Express in modo che potesse effettivamente muoversi. Per fare ciò, Watkins ha fatto andare in Svizzera i suoi due supervisori di officina, Jim Machin e Jason Marsch per conoscere il responsabile dell'unico modello di 484 ancora funzionante. Il film ha inoltre segnato anche un record, come spiega il produttore esecutivo Jenkins: «Haris e Ken hanno sognato per l'ultima scena una sublime inquadratura con la Steadicam. Credo che sia la sequenza con la Steadicam più lunga mai girata su pellicola 70 millimetri e che abbia stabilito un record mondiale».

## Colonna sonora

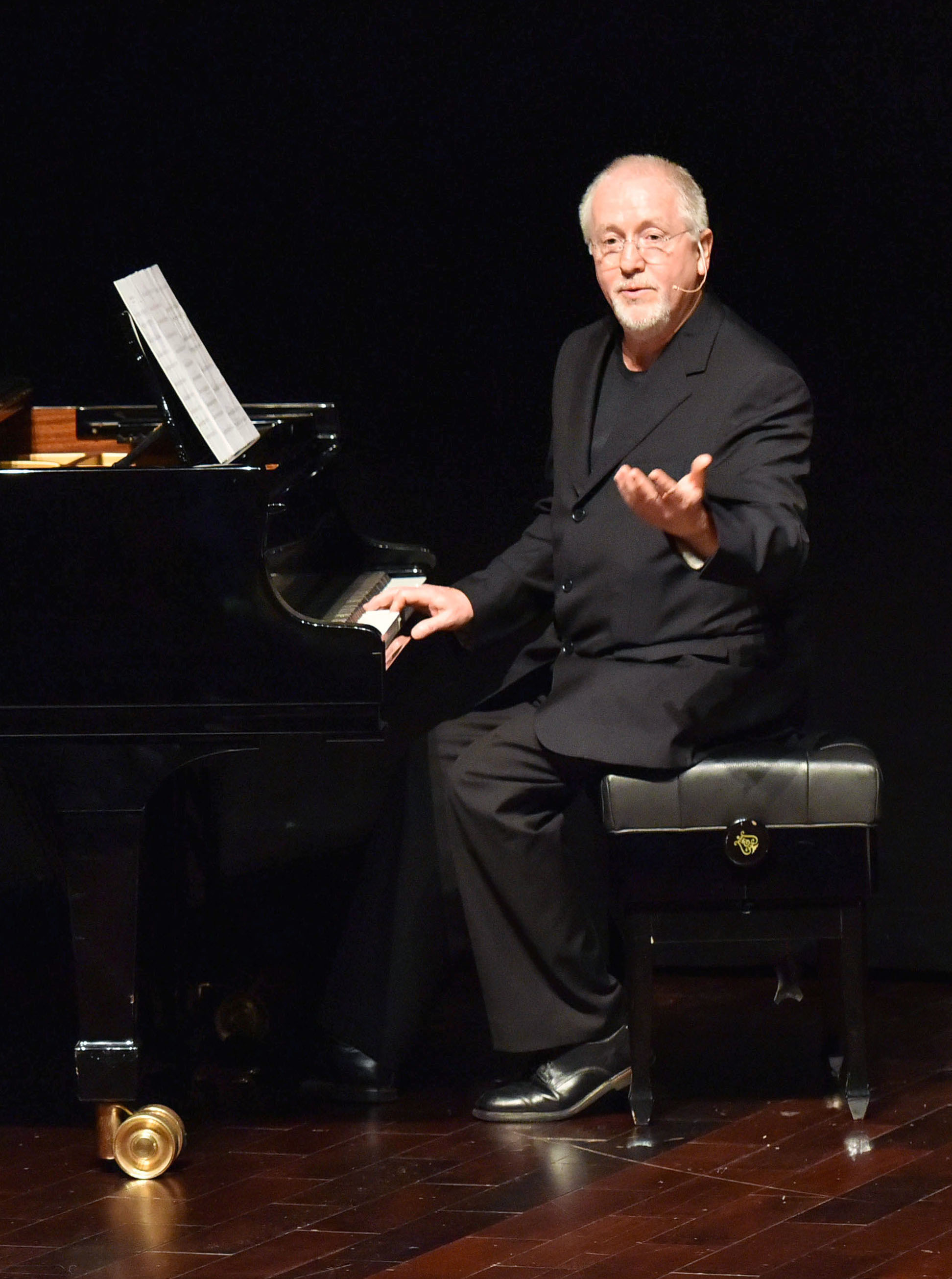
Il compositore del film Patrick Doyle

La colonna sonora è stata curata da Patrick Doyle (Murder on the Orient Express: Original Motion Picture Soudtrack), scelto da Kenneth Branagh dopo le loro precedenti collaborazioni in quasi tutti i film del regista inglese. In ordine cronologico, Assassinio sull'Orient Express è la decima collaborazione tra Branagh e Doyle. La musica comprende 23 brani realizzati usando ogni tipo di strumento musicale, che nelle intenzioni di Doyle devono ricreare «un sapore retrò appena velato di un umorismo molto britannico, ma più spesso avvolto in un neoromanticismo caloroso e fortemente comunicativo».
Secondo la critica, in Doyle «c'è poco spazio per nostalgie citazionistiche o ripiegamenti autocelebrativi. Le partiture del compositore vibrano infatti sempre di un'innata e rinnovata freschezza d'ispirazione, felicità inventiva e trasparenza di stile». La train music che accompagna l'inizio del viaggio nel film, comprendente le tracce The Mailing Wall, The Orient Express e Departure, ricordano vagamente il pezzo futurista di Arthur Honegger Pacific 231 del film 1855 - La prima grande rapina al treno. Nell'opera di Doyle «la cifra prevalente di questo lavoro sarà un descrittivismo immediato e scorrevole, di grande presa, miscelato con un inconfondibile sense of humor e una vena malinconica (Judgement)». Tuttavia «trattandosi di un giallo Doyle provvede anche a una buona dose di suspense music (Touch Nothing Else e Twelve Stabs Found)». Quest'ultima è ottenuta attraverso metodi consolidati: armonie sospese, lunghi pedali degli archi (l'orchestra è di impianto prevalentemente classico), temi secondari brevi e obliqui.
Alcune tracce sono più spinte sul versante thriller: ad esempio Confession o la coda repentina di Geography, mentre in One Sharp Knife è possibile riscontrare il tema del passato che lo stesso Doyle adoperò anni prima per un altro film di Branagh, L'altro delitto. Il sito Colonne sonore.net sottolinea: «È interessante osservare come i toni non si surriscaldino mai: anzi, dominano i pianissimi e le immobilizzazioni dei pedali, come in True Identity o nel misterioso Dr. Arbuthnot, aperto da un infinito si bemolle acuti dei violini acuti sopra una pulsazione regolare di percussioni, quasi a contrasto palese con il dinamismo irrefrenabile della prima parte». Il tema Justice che accompagna la scena finale, è lungo quasi 10 minuti.
La canzone Never Forget, che accompagna i titoli di coda, è cantata da Michelle Pfeiffer, su un testo scritto dallo stesso Branagh e un arrangiamento firmato da Doyle. A proposito del risultato finale della canzone, Branagh ha detto: «Non appena l'abbiamo aggiunto alla fine del film, si è unita senza interruzioni e ha dato al film quel momento di riflessione e considerazione di cui aveva bisogno». Le recensioni sottolineano che «la disarmante Never Forget è una canzone che diventa quasi un lied moderno, sensuale e triste insieme, grazie alla voce calda e ipnotizzante di Michelle Pfeiffer tornata al canto dopo quasi trent'anni da I favolosi Baker».

## Promozione
L'uscita del film è stata accompagnata da una campagna virale incentrata sulla ricerca del colpevole dell'omicidio al centro del film. Numerosi indizi sono stati disseminati nei trailer e nei poster del film, oltre che durante le interviste rilasciate dal cast del film. Sul sito CluesAreEverywhere.com sono stati raccolti gli indizi, attraverso i quali sarà possibile scoprire di più sulle vite dei personaggi sospettati dell'omicidio nel film. Inoltre un primo indizio per la soluzione è stato nascosto nella copertina di Entertainment Weekly del 30 maggio 2017, in cui vengono rappresentati tutti i protagonisti. Altri successivi indizi sono stati nascosti in alcune immagini del film pubblicate in quello stesso numero di Entertainment Weekly. Per poter procedere con l'indagine, era necessario registrarsi al sito del giornale.
Il sito CluesAreEverywhere.com presenta la possibilità di osservare la scena del crimine, e ingrandire alcuni oggetti appartenuti alla vittima, come la sua agenda, o la pipa, o le lettere minatorie a lui indirizzate, ritenendoli papabili indizi. In un'ulteriore opzione è possibile osservare le biografie di tutti e 12 i sospettati, con l'eccezione di Hercule Poirot; un'altra opzione sono i probabili indizi disseminati lungo diversi poster relativi al film.
Il primo teaser poster del film è stato distribuito il 31 maggio 2017, raffigurante la locomotiva sui binari e sopra i nomi di tutti i componenti del cast. Il poster ufficiale del film venne distribuito il 7 settembre 2017, raffigurante tutti i protagonisti all'interno del treno: la tag-line ufficiale del film è «Everyone is a suspect» (Tutti sono dei sospettati). Il 6 ottobre la 20th Century Fox distribuì 16 nuovi character poster dedicati ai personaggi del film, ognuno con la sua etichetta (il detective per Poirot, la vedova per la Hubabrd), mentre il 23 ottobre seguente arrivò un nuovo banner del film con il sottotitolo «A crime with a Killer Twist». Una nuova variante del banner è stata resa pubblica l'11 novembre 2017 raffigurante tutti i personaggi e la tag-line ufficiale del film.

### Trailer
(Hercule Poirot nel trailer del film)
La 20th Century Fox distribuì il primo trailer del film il 1º giugno 2017, in lingua originale e lo stesso giorno anche in italiano; il primo trailer fa una panoramica dei personaggi, con la voce di Poirot che sottolinea: «Ha un suo fascino un groviglio di estranei costretti insieme per giorni con nulla in comune a parte il bisogno di recarsi da un luogo ad un altro, che non si rivedranno mai più». Subito dopo vengono presentati i personaggi, ai quali è assegnato a uno a uno un soprannome: in questa seconda parte del trailer il film ha come sottofondo la canzone Believer degli Imagine Dragons. La scelta di tale musica venne accolta in modo controverso dai fan del film.
Il secondo trailer del film venne distribuito il 21 settembre 2017: il montaggio fu molto più veloce e ritmato del trailer precedente, e la durata scese a 1:38. La colonna sonora scelta è sempre Believer che questa volta accompagna tutta la durata del trailer. La campagna di promozione italiana ha distribuito anche 4 diversi spot TV del film: vennero diffusi il 17 ottobre, il primo dal titolo preso da una frase di Poirot "Vedo il male su questo treno", mentre gli altri avevano come titolo "Non fidatevi di nessuno", "Tutti hanno un segreto" e "Tutti sono sospettati".

## Distribuzione
La presentazione in anteprima esclusiva del film è avvenuta il 5 maggio 2017 a Londra, a seguito di un'iniziativa della 20th Century Fox che ha mostrato alcune anteprime di film in uscita, tra cui 15 minuti di Assassinio sull'Orient Express, Kingsman - Il cerchio d'oro e Red Sparrow: la presentazione è stata introdotta da James Prichard, pronipote di Agatha Christie, che ha detto: «Quello che vedrete è materiale ancora in fase di lavorazione. Mancano ancora parecchi mesi all'uscita del film, perciò troverete effetti visivi, musica, color granding e montaggio non definitiva. È la prima volta che mostriamo al pubblico questo materiale ed è inutile dire che siamo molto emozionati perché rappresenta una promessa e un indice del potenziale del nostro lavoro». All'evento oltre a Kenneth Branagh, hanno preso parte gran parte degli attori del cast tra cui Judi Dench, la quale ha affermato: «La cosa più straordinaria è che eravamo tutti lì. In questo caso eravamo insieme per tutto il tempo. Non è stato come gli altri film per cui si gira a pezzi in momenti diversi».
L'anteprima inglese del film si è svolta il 2 novembre 2017 alla Royal Albert Hall di Londra, alla presenza per la prima volta di tutto il cast al completo, mentre il giorno successivo è stato distribuito nelle sale del Regno Unito. Il film è stato proiettato in anteprima mondiale l'11 novembre 2017 in apertura al Camerimage Festival in Polonia: durante la serata, Kenneth Branagh è stato insignito di due riconoscimenti, il "Krysztof Kieslowski Award" assegnato a "attori e attrici versatili nel campo della cinematografia" e il "Cinematographer-Director Duo Award", assegnato anche al direttore della fotografia Haris Zambarloukos con cui il regista aveva lavorato in Sleuth - Gli insospettabili nel 2006.
Il film è stato distribuito il 10 novembre 2017 negli Stati Uniti d'America, mentre in Italia la data d'uscita era stata fissata per il 13 dicembre 2017: tuttavia il 17 novembre la 20th Century Fox ha anticipato l'uscita al 30 novembre 2017 per motivi sconosciuti. L'anteprima italiana del film si è svolta al Cinema Arcadia di Melzo a Milano il 29 novembre 2017, unico cinema italiano che ha in programmazione il film nel formato 70 millimetri.

### Date di uscita
Le date di uscita internazionali del film sono state:
- 30 novembre in Italia ( Assassinio sull'Orient Express)
- 6 novembre in Argentina (Asesinato en el Expreso de Oriente)
- 8 novembre in Belgio (Le crime de l'Orient-Express)
- 9 novembre in Australia (Murder on The Orient Espress)
- 9 novembre in Bosnia e Herzegovina
- 9 novembre in Cile (Asesinato en el Expreso de Oriente), Colombia, Repubblica Ceca (Vrazda v Orient expresu), Germania (Mord im Orient-Express)
- 9 novembre in Grecia
- 9 novembre in Croazia
- 9 novembre in Ungheria (Вбивство в Схiдному експресi)
- 9 novembre in Israele (Retzakh ba'Orient Express), Perù, Russia (Убийство в Восточном экспрессе), Thailandia e Uruguay (Asesinato en el Expreso de Oriente)
- 10 novembre in Bulgaria (Убийство в Ориент експрес)
- 10 novembre in Canada (Le Crime de l'Orient-Express), Cina
- 10 novembre in Lituania (Žmogžudyste Rytu eksprese)
- 10 novembre in Messico (Asesinato en el Expreso de Oriente)
- 10 novembre in Norvegia (Mord på Orientekspressen), Turchia (Dogu Ekspresinde Cinayet)
- 11 novembre in Polonia (Morderstwo w Orient Expressie)
- 16 novembre in Portogallo (Um Crime no Expresso do Oriente)
- 23 novembre in Danimarca (Mordet i Orientekspressen)
- 24 novembre in Estonia (Mõrv Idaekspressis)
- 24 novembre in Spagna (Asesinato en el Orient Express)
- 24 novembre in Finlandia (Idän pikajunan arvoitus)
- 24 novembre in Romania (Crima din Orient Express), Svezia (Mordet på Orientexpressen)
- 30 novembre in Brasile (Assassinato no Expresso do Oriente), Hong Kong e Malaysia
- 1º dicembre in Vietnam (An mang tren Chuyen Tau Toc Hanh Phuong Dong)
- 13 dicembre in Francia (Le crime de l'Orient-Express)

### Edizione Home Video
La Fox ha distribuito il film in Home video il 20 febbraio 2018: le piattaforme sono state DVD, Blu-Ray e Ultra HD nel formato 4k. Sul mercato italiano le tre edizioni sono arrivate a partire dal 29 marzo 2018: vengono rivelati anche i relativi contenuti speciali presenti nelle tre diverse edizioni.
L'edizione Home video ha ottenuto recensioni molto positive: la versione DVD, secondo il sito Movieplayer è «a dir poco stupefacente». In particolare l'edizione Blu-ray «siamo di fronte a un trasferimento incantevole e a un'esperienza davvero avvincente. La resa del dettaglio è formidabile tanto da far risultare alcuni ritocchi in CGI palesemente artificiali in qualche scena, ma il colpo d'occhio è talmente abbagliante da far dimenticare qualsiasi sbavatura». L'aspetto scenografico intrapreso dal direttore della fotografia Hans Zambarloukos e dal regista è «visivamente strabordante», mentre riguardo ai colori «il croma è vario e spazia dal giallo ocra delle scene di Gerusalemme in apertura, al blu intenso della notte, a una sorta di caldo marroncino che caratterizza l'interno del treno». Anche nelle scene con scarsa illuminazione «i dettagli restano sempre nitidamente percepibili e il quadro non dà segni di flessione, dai costumi ai lussuosi interni del treno».
Riguardo alla versione in 4k Ultra HD «è ancora più stupefacente»: le diverse panoramiche sono «maestose, incisive e ricche di particolari. Il contrasto complessivo è ancora migliore e regala nitidezza all'intero quadro rendendolo granitico, mentre i colori risultano più acuti per brillantezza a vigore, senza mai sconfinare nell'innaturalezza. Inutile sottolineare che nel 4K risultano ancora più artificiosi alcuni effetti digitali, come ad esempio la valanga che fa deragliare il treno, solo per citarne uno». La traccia audio conserva un supporto DTS 5.1 giudicato «semplice ma comunque ottimo e decisamente coinvolgente», mentre la traccia originale in DTS-HD Master Audio 7.1 è «ancora più devastante, con una gamma di effetti vastissima che costringe a un lavoro davvero notevole tutti i diffusori». Il reparto degli extra risulta anch'esso «abbondante e interessante» con circa 2 ore di contenuti speciali più un commento audio.
Le specifiche delle tre edizioni sono:
| - Durata: 113 minuti - Audio italiano in Dolby Digital 5.1 - Sottotitoli in italiano per non udenti - Extra: - Agatha Christie: Intimo ritratto (19 min.) - Documentario basato sulla scrittrice con registrazioni della stessa e interviste ai parenti - A proposito di Hercule Poirot (10 min.) - Documentario sul detective e l'interpretazione di Kenneth Branagh - Scene eliminate (17 min.) - Commento di Kenneth Branagh e Michael Green - Galleria fotografica | - Durata: 113 minuti - Audio italiano in Dolby Digital 5.1 - Sottotitoli in italiano per non udenti - Extra: - Agatha Christie: Intimo ritratto (19 min.) - A proposito di Hercule Poirot (10 min.) - All'apparenza insospettabili (18 min.) - Contributo diviso in tre featurette sui personaggi e gli attori che li interpretano - L'arte del film (16 min.) - Dietro le quinte del film con varie interviste - In vettura: Girare Assassinio sull'Orient Express (16 min.) - Documentario sui metodi di ripresa e le difficoltà del 70 millimetri - La musica (7 min.) - Il compositore Patrick Doyle parla delle musiche del film - Trailer (2 min.) - Scene eliminate (17 min.) - Commento audio di Kenneth Branagh e Michael Green |

Dal 23 febbraio 2021 è disponibile in streaming sulla piattaforma Disney+.

## Accoglienza

### Incassi
Negli Stati Uniti e in Canada il film è stato proiettato in 3.411 sale, incassando nel primo fine settimana circa 28700000 $: in particolare, il 10 novembre 2017, nel suo primo giorno di programmazione ha incassato circa 10900000 $, raggiungendo una media di 8392 $ dollari per sala, posizionandosi 3º al box office dietro Thor: Ragnarok e Daddy's Home 2. Tuttavia con passare dei giorni cominciò a incrementare sempre di più i suoi incassi: al suo secondo weekend di programmazione il film incassò altri 13800000 $, raggiungendo quota 52000000 $ negli Stati Uniti, piazzandosi 5º al box office dopo l'esordio di Justice League e circa 120000000 $ a livello mondiale, diventando uno dei titoli Fox di maggior successo dell'anno.
Al 26 novembre 2017 il film, uscito in tutto il mondo tranne che in Italia, arriva a incassare 74000000 $ in Nord America e 197000000 $ dollari a livello mondiale, registrando un'ottima tenuta e mantenendo il 5º posto rispetto alla settimana precedente. Il 3 dicembre 2017, al weekend successivo, gli incassi in Nord America arrivano a 85000000 $, piazzandosi al 6º posto della classifica, e un totale mondiale di 211000000 $.
Al 5 gennaio 2018 il film ha incassato 102844878 $ in Nord America, rivelandosi il 31º maggior incasso degli USA e il maggior successo della 20th Century Fox dopo The War - Il pianeta delle scimmie e Logan: The Wolverine, e circa 212302504 $ negli altri paesi.
In Italia il film ha avuto uno straordinario successo: al 4 dicembre 2017, nel suo primo weekend di programmazione, ha esordito incassando 3232625 € e 471.000 spettatori, piazzandosi al 1º posto del botteghino italiano, superando Justice League. Al suo secondo weekend, l'11 novembre, il film ha perfino incrementato i suoi incassi rispetto alla settimana precedente, arrivano a un totale di 7685541 € e confermandosi 1° al box office. Il 15 dicembre 2017 il film continua ad avere una tenuta strepitosa, nonostante il successo di Star Wars: Gli ultimi Jedi, il film raggiunge quota 9579516 €; il 22 dicembre 2017 il film supera il tetto dei 10 milioni di euro arrivando a 10645693 €, e registrando un'ottima tenuta durante tutte le feste di Natale dove gli incassi salgono a 13016483 €.
In totale in Italia il film ha incassato 17686390 €, entrando nella Top 10 dei maggiori successi dell'anno; mentre a livello mondiale, comprese le riedizioni, ha incassato 352794081 $, ventiseiesimo incasso dell'anno.

### Critica
Assassinio sull'Orient Express è stato accolto in maniera generalmente positiva, con alcune recensioni miste da parte della critica: su Rotten Tomatoes il film ha un indice di gradimento del 60% basato su 301 recensioni, con un voto medio di 6,1 su 10. Il sito Metacritic gli attribuisce un punteggio di 52 su 100 con l'indicazione «recensioni generalmente miste». L'aggregatore CinemaScore gli assegna come voto "B" indicando «recensioni generalmente positive».
Leah Greenblatt dell'Entertainment Weekly ha accolto positivamente il film definendolo «un adattamento lussuriosamente vecchio stile, avvolto in un bellissimo condimento di perle e arricchito da numerose star internazionali». Blake Goble di Consequence ha affermato: «Meravigliosamente rappresentato, eccezionalmente ben fatto e ragionevolmente fedele, Branagh ha ridato vita all'Orient Express in un modo molto piacevole». Trace Thurman del Bloody Disgusting ha dato al film tre stelle e mezzo dicendo: «Per chi è alla ricerca di un omicidio che sia rispettoso del materiale originale e pieno di un cast di star, non deve guardare altro che Assassinio sull'Orient Express». Matt Goldberg del Collider lo ha definito «una produzione sapientemente artigianale» anche se «cade nell'ultima parte del film». Josephine Livingston del The New Republic ha elogiato la «bellezza stilizzata» del film, ma ha criticato il Poirot di Branagh definendolo «meno distinto e, di conseguenza, meno interessante».
Anche la critica italiana ha elogiato il film: il sito MyMovies afferma: «Armato di un cast pletorico, per Branagh prendere l'Orient Express è come stare a teatro, assistere a un'epoca di formidabili promesse di progresso e di libertà. Ribadendo ma insieme aggirando la costrizione che impone un treno con i suoi scompartimenti, l'autore scommette sul fuori campo, filmando dall'alto, dal basso, dall'esterno». Massimo Bertarelli su Il Giornale giudica il film «un bel thriller, fatto con il rimpianto, aristocratico vecchio stile, molto ben recitato, che piacerà anche a chi ricorda il sorprendente finale». Il sito Avvenire dice: «Il film procede sul sicuro binario di una narrazione classica, che punta su una solida sceneggiatura e attori di prima classe. Un piacere anche per chi già conosce la soluzione del mistero».
Tra le recensioni meno positive troviamo invece: Matthew Jacobs del The Huffington Post ha apprezzato la scelta del cast, ma ha criticato il risultato finale del film. Peter Travers della rivista Rolling Stone ha apprezzato solo in parte il film, giudicando molte scene noiose e l'opera in sé inutile. Richard Roeper del Chicago Sun-Times ha dato due stelle e mezzo al film, affermando che il film si concentrava troppo su Poirot lasciando da parte gli altri personaggi, aggiungendo: «Non bisogna mai permettere a un regista di posizionare la sua figura al centro del film, relegando così quasi tutti i personaggi dell'obbligatorio cast internazionale in disparte con uno o al massimo due tratti distintivi della personalità».

## Riconoscimenti
- 2018 - Saturn Award
  - Candidatura Miglior film thriller a Kenneth Branagh
- 2018 - AARP Movies for Grownups Awards
  - Candidatura Miglior regista a Kenneth Branagh
- 2018 - Art Directors Guild
  - Candidatura Miglior eccellenza nel reparto design
- 2018 - British Film Designers Guild Awards
  - Miglior reparto Design a Jim Clacy, Dominic Masters e Rebecca Alleway
- 2018 - Empire Awards
  - Candidatura Miglior trucco e acconciatura
- 2018 - Golden Trailer Awards
  - Candidatura Miglior trailer a 20th Century Fox
- 2018 - Houston Film Critics Society Awards
  - Candidatura Miglior canzone a Never Forget
- 2018 - International Film Music Critics Award
  - Candidatura Miglior colonna sonora per un film drammatico a Patrick Doyle
  - Candidatura Miglior colonna sonora dell'anno a Patrick Doyle
- 2018 - Las Vegas Film Critics Society Award
  - Candidatura Miglior trucco e acconciature a Alexandra Byrne
- 2018 - London Critics Circle Film Awards
  - Candidatura Miglior attrice a Judi Dench
- 2018 - Phoenix Film Critics Society Awards
  - Candidatura Miglior scenografia a Jim Clay
  - Candidatura Migliori costumi a Alexandra Byrne
  - Candidatura Miglior colonna sonora a Patrick Doyle
- 2018 - Satellite Awards
  - Candidatura Migliori costumi a Alexandra Byrne
- 2018 - Teen Choice Awards
  - Candidatura Miglior film drammatico
  - Candidatura Miglior attore in un film drammatico a Leslie Odom Jr.
  - Candidatura Miglior attrice in un film drammatico a Daisy Ridley

## Sequel
Nel 2015, James Prichard, pronipote di Agatha Christie, ha espresso l'intenzione di un sequel del film, grazie alla grande intesa e alla positiva collaborazione con Kenneth Branagh.
A maggio 2017 lo stesso Branagh ha manifestato il suo interesse per un seguito del film. Il 21 novembre 2017 la 20th Century Fox ha confermato l'inizio della pre-produzione del sequel del film, che sarà basato sul libro Poirot sul Nilo, confermando Michael Green come sceneggiatore e Kenneth Branagh come regista del film e interprete del ruolo di Poirot.
In un'intervista del 29 dicembre 2017, Branagh ha espresso la sua volontà di creare un nuovo universo cinematografico dedicato alle opere di Agatha Christie, con la possibilità quindi di proseguire la saga anche dopo Poirot sul Nilo:
Il 13 febbraio 2018 la Fox annuncia la data d'uscita del film, prevista per l'8 novembre 2019 confermando Branagh alla regia e come protagonista. Tuttavia il 25 giugno la Fox sposta l'uscita del film al 20 dicembre 2019, per permettere a Branagh di concentrarsi sulla regia del film Artemis Fowl. Il 17 settembre 2018 viene rivelato che le riprese del film incominceranno nella primavera 2019. Inoltre il 30 settembre 2018 viene annunciato l'ingresso nel cast di Gal Gadot e il 4 ottobre seguente quello di Armie Hammer. Il 16 ottobre la data d'uscita viene posticipata al 2 ottobre 2020.
Nel gennaio del 2019 Kenneth Branagh dichiara che Jodie Comer entrerà a far parte del cast e che ricoprirà un ruolo centrale, il quale tuttavia non viene specificato. Essendo due dei tre ruoli principali già stati assegnati a Gal Gadot e ad Armie Hammer, Jodie Comer avrebbe dovuto interpretare il personaggio di Jaqueline De Bellefort. Tuttavia, dopo l'annuncio del cast ufficiale e più di un anno dopo la notizia riportata dal regista, Jodie Comer conferma di essere stata effettivamente in trattative per partecipare alle riprese del film, ma di aver dovuto rifiutare a causa dei suoi impegni su un altro set.
Il 18 aprile 2019 viene annunciato l'ingaggio di Letitia Wright nel ruolo di Rosalie Otterbourne, e che le riprese partiranno nel settembre 2019. Il 16 maggio 2019, dopo il rinvio dell'uscita di Artemis Fowl al maggio 2020, viene annunciato che le riprese partiranno in estate. Il 25 giugno 2019 il sito Deadline riporta che Annette Bening è in trattative per prendere parte al film nel ruolo di Euphemia.
Il giorno successivo viene riportato che le riprese partiranno a settembre 2019. Il 15 agosto 2019 viene annunciato che Russell Brand è in trattative per prendere parte al film, e che il film uscirà definitivamente il 9 ottobre 2020. Il 15 settembre anche Ali Fazal entra in trattative per unirsi al film. Il 2 ottobre 2019 la 20th Century Fox annuncia il cast definitivo del film che comprende, oltre a tutti i nomi già citati, anche Sophie Okonedo, Jennifer Saunders, Dawn French, Emma Mackey (nel ruolo di Jacqueline De Bellefort) e Rose Leslie. Le riprese iniziano il 30 settembre 2019 a Londra.
Il 3 ottobre 2019 la Fox ha rivelato che la produzione farà uso dei teatri di posa dei Longcross Studios di Londra, per poi girare in esterni anche in Egitto. Inoltre Kenneth Branagh ha confermato che anche questo film sarà girato in pellicola 70mm.
Il 10 giugno 2020, in un'intervista per promuovere Artemis Fowl, Branagh ha raccontato alcuni dettagli del film dicendo:
L'uscita italiana del film è fissata per il 26 novembre. L'11 agosto 2020 viene annunciata l'uscita del primo teaser trailer della pellicola, della durata di 1 minuto e 51 secondi, entro i 10 giorni successivi; viene anche rivelata la nuova data d'uscita del film, prevista per il 23 ottobre 2020 negli Stati Uniti, successivamente rinviata a causa delle sale cinematografiche chiuse per la seconda ondata della pandemia di COVID-19 al 17 settembre 2021, per poi essere di nuovo posticipata al 10 febbraio 2022.